# Métodos geofísicos
Si las características de los terrenos son tales que las magnitudes físicas medidas son bastante diferentes entre sí, es posible localizar los contactos entre las distintas capas de terreno.
Intentan evaluar las características del terreno basándose en la medida de ciertas magnitudes físicas tomadas generalmente en la superficie del terreno. Si las características de los terrenos son tales que las magnitudes físicas medidas son bastante diferentes entre sí, es posible localizar los contactos entre las distintas capas de terreno. Sin embargo, esto no siempre sucede así, por lo que estos métodos tienen serias limitaciones.
No obstante, gracias a su rapidez y economía, están especialmente indicados para investigar áreas extensas o alineaciones de gran longitud entre sondeos que se encuentren alejados, y de esta forma poder interpolar los resultados obtenidos en las prospecciones extremas, o establecer, en su caso, la necesidad de realización de sondeos intermedios.
Los métodos geofísicos deben ser considerados siempre como métodos complementarios de reconocimiento, debiendo estar acompañados por prospecciones directas como sondeos, y los datos obtenidos mediante estos sistemas refrendados y contrastados por los resultados de dichos sondeos.
Los trabajos de campo e interpretación de las medidas deben estar realizados por personal altamente calificado y con experiencia en la ejecución y procesamiento de resultados.
Pueden plantearse las siguientes opciones:
- Métodos eléctricos.
- Métodos gravimétricos.
- Métodos magnéticos.
- Métodos sísmicos, con sus variantes de reflexión y refracción.